# Bad4Good
Bad4Good fue una banda de Heavy metal formada en 1991 bajo la dirección del guitarrista Steve Vai. La agrupación consistía en un cuarteto de adolescentes, de los cuales el mayor tenía 16 años. Estaba formada por el guitarrista Thomas McRocklin, el bajista Zack Young, el baterista Brooks Wackerman y el vocalista y actor Danny Cooksey (actuó en la película Terminator 2: el juicio final en 1991, como el amigo pelirrojo de John Connor).
Bajo la guía de Vai, la banda lanzó un álbum en 1992 titulado Refugee. Luego de la separación de la banda, Wackerman tocó la batería en Bad Religion, Young hizo parte de la banda A.I., y Cooksey tuvo una exitosa carrera aportando su voz en el cine.

## Músicos
- Danny Cooksey - voz
- Thomas McRocklin - guitarra
- Zack Young - bajo
- Brooks Wackerman - batería

## Discografía
- Refugee (1992)